# 1992 au Québec
Cet article traite des événements survenus en 1992 au Québec. 

## Événements

### Janvier
- 18 janvier : lors d'une conférence constitutionnelle à Halifax, Joe Clark se dit prêt à offrir un statut particulier au Québec[1].
- 20 janvier : le candidat péquiste Pierre Bélanger remporte l'élection partielle dans la circonscription d'Anjou[2].
- 22 janvier : deux des Warriors de la crise d'Oka, Ronald Cross dit Lasagne et Gordon Lazore dit Noriega, sont reconnus coupables de 29 des 56 chefs d'accusation portés contre eux[3].

### Février
- 7 février : la patineuse de vitesse Sylvie Daigle est porte-drapeau du Canada lors de la cérémonie d'ouverture des Jeux olympiques d'Albertville[4].
- 14 février : Québec propose une hausse salariale de 4 % répartie sur 2 ans à ses employés. L'offre est aussitôt rejetée[5].
- 18 février : la Cour d'appel acquitte le télévangéliste Pierre Lacroix de l'accusation de grossière indécence pour laquelle il avait été reconnu coupable en 1989[6].
- 19 février : Myriam Bédard remporte la médaille de bronze en biathlon lors des Jeux olympiques d'Albertville[7].
- 20 février : l'équipe canadienne féminine en patinage de vitesse, dont les membres sont toutes d'origine québécoise, remporte la médaille d'or de relais de 3 000 mètres lors des Jeux olympiques d'Albertville[8].
- 29 février : Gérard D. Lévesque devient le député ayant siégé le plus longtemps à l'Assemblée nationale, battant ainsi le record de Louis-Alexandre Taschereau[2]. Il a conservé ce titre jusqu'en 2014 quand François Gendron l'a remplacé.

### Mars
- 1er mars : le rapport du comité Beaudoin-Dobbie conclut que le renouvellement du fédéralisme passe par la négociation d'accords particuliers entre Ottawa et les provinces et par le maintien d'un pouvoir central fort. Le Québec se dit déçu de ces conclusions[9].
- 18 mars :
  - Québec annonce que son déficit sera de 4,125 milliards de dollars en 1992-1993[10].
  - la première session de la 34e législature est prorogée[2].
- 19 mars : ouverture de la deuxième session de la 34e législature[2].
- 25 mars : selon l'une des commissions parlementaires créées par la loi 150, la souveraineté pourrait se réaliser sans heurts[11].

### Avril
- 13 avril : on annonce finalement que le Stade olympique aura un toit rigide[12].
- 17 avril : Robert Bourassa déclare qu'il a l'intention de faire porter le référendum sur les offres d'Ottawa et non sur la souveraineté[13].

### Mai
- 7 mai : annonce que l'ancien ministre Claude Morin a eu des liens avec la GRC entre 1974 et 1977[14].
- 11 mai : la CSN et la FTQ acceptent finalement les offres salariales du gouvernement[15].
- 14 mai : le budget 1992 du gouvernement du Québec présenté par Gérard D. Lévesque annonce que la TVQ sur les services sera de 4 % au lieu de 8 %. Les bonus pour le troisième enfant passeront de 7 500 $ à 8 000 $. Les personnes hébergeant leurs parents bénéficieront d'un crédit d'impôt[16].
- 15 mai : le gouvernement Mulroney présente son projet de loi référendaire à la Chambre des communes[17].
- 17 mai :
  - ouverture officielle des célébrations du 350e anniversaire de Montréal[18].
  - inauguration par la Ville de Montréal de Pointe-à-Callière, musée d'archéologie et d'histoire de Montréal dans le cadre du 350e anniversaire de Montréal[19].
- 22 mai :
  - Provigo et Métro-Richelieu se partageront les 114 supermarchés de Steinberg en faillite[20].
  - Virginie Larivière, 14 ans, dont la petite sœur a été violée et assassinée il y a deux mois, commence une campagne pour recueillir un million de signatures pour inciter le gouvernement fédéral à légiférer contre la violence à la télévision[21].
- 28 mai : réouverture officielle du Musée d'art contemporain de Montréal à la Place des Arts après son déménagement et agrandissement[22].

### Juin
- 8 juin : le plan Pagé est rendu public. Québec va investir 42 millions de dollars dans l'éducation afin de faire passer le nombre de diplômés du secondaire de 65 % à 80 % en deux ans[23].
- 12 juin : la FTQ quitte le Congrès du travail du Canada[24].
- 16 juin : Marcel Aubut demande une aide gouvernementale pour construire un nouveau Colisée à Québec. L'avenir des Nordiques, selon lui, en dépend[25].
- 19 juin : inauguration du Biodôme de Montréal par le premier ministre du Québec, Robert Bourassa[26].

### Juillet
- 1er juillet : Entrée en vigueur de la TVQ[27].
- 3 juillet : les 34 Mohawks associés à la crise autochtone de 1990 sont finalement acquittés[28].
- 7 juillet : à Ottawa, Joe Clark, les 9 premiers ministres provinciaux et les leaders autochtones en viennent à une entente constitutionnelle incluant un Sénat triple E (égal, élu et efficace) et un droit de veto pour le Québec[29].
- 9 juillet : Robert Bourassa dit émettre quelques réserves sur l'entente[30].
- 15 juillet : Robert Bourassa se dit maintenant prêt à retourner à la table constitutionnelle[31].
- 20 juillet : le député bloquiste Jean Lapierre annonce son retrait de la vie politique[32].

### Août
- 2 août : un congrès extraordinaire du Parti libéral du Québec est convoqué pour le 29 août[33].
- 8 août : émeute de 55 000 personnes au Stade olympique à la suite du spectacle plus que bref du groupe rock Guns N' Roses[34].
- 12 août : annonce qu'un traité de libre-échange (ALENA) a été conclu entre le Canada, les États-Unis et le Mexique[35].
- 13 août : Richard Holden, ancien membre du Parti Égalité, rejoint les rangs du Parti québécois[2].
- 15 août : les jeunes libéraux demandent à Robert Bourassa de respecter la loi 150[36].
- 21 août : Québec, Ottawa et les provinces en viennent à une entente constitutionnelle. Le Sénat égal est accordé mais le Québec gardera toujours 25 % des sièges à la Chambre des communes. Une autonomie autochtone est également accordée à condition qu'elle n'entre pas en conflit avec les lois fédérales et provinciales[13].
- 24 août : un chargé de cours en génie mécanique, Valery Fabrikant, tue trois personnes et en blesse deux autres lors d'une fusillade à l'université Concordia. Il accusait certains collègues de fraude académique[37].
- 28 août : l'entente constitutionnelle est signée à Charlottetown[13].
- 29 août : Robert Bourassa sort vainqueur du congrès libéral mais une quarantaine de membres de la Commission jeunesse dont Mario Dumont quittent la salle en signe de protestation[13].
- 30 août : Jean Allaire s'engage à combattre l'entente de Charlottetown lors de la prochaine campagne[38].

### Septembre
- 4 septembre : la question référendaire est rendue publique[39].
- 8 septembre : la loi 150 est modifiée pour éviter au gouvernement de tenir un référendum sur la souveraineté du Québec[40].
- 15 septembre : une injonction est déposée contre CJRP qui projette de diffuser une conversation téléphonique entre Diane Wilhelmy, sous-ministre responsable des Affaires constitutionnelles, et André Tremblay, conseiller du premier ministre, dans laquelle ils déclarent que « Bourassa s'est écrasé » à Charlottetown[13].
- 16 septembre : la Fédération des femmes du Québec annonce qu'Ottawa menace de lui couper ses subventions si elle prend parti pour le Non[41].

### Octobre
- 1er octobre :
  - le salaire minimum au Québec passe à 5,70 $[42].
  - devant une assemblée des Amis de Cité Libre, Pierre Trudeau démolit l'accord de Charlottetown[43].
- 3 octobre : à Trois-Rivières, la comédienne Diane Jules déclare lors d'une assemblée du Non : « Il restera toujours des vieux qui, ici et là, vont voter Oui. Je ne les juge pas, je les comprends, y ont la chienne ». Ces propos sont désavoués par les ténors du Non[44].
- 7 octobre : Moe Sihota (en), ministre des Affaires constitutionnelles de Colombie-Britannique, déclare que « Bourassa a frappé un mur à Charlottetown »[45].
- 16 octobre : Gil Rémillard ordonne une enquête sur une fuite de documents publiés par L'Actualité dans lesquels des fonctionnaires font une évaluation négative de l'Accord[45].
- 26 octobre : le Canada rejette l'Accord de Charlottetown par 54,8 % contre 45,2 % pour le Oui. Le Québec a voté Non à 56,6 %. Bourassa réitère sa foi en un fédéralisme renouvelé[45].
- 27 octobre : Michel Pagé annonce son retrait de la vie politique[2].

### Novembre
- 1er novembre : à Québec, le boulevard Saint-Cyrille prend le nom de boulevard René-Lévesque[46].
- 4 novembre : la joueuse de hockey Manon Rhéaume signe un contrat avec le Lightning de Tampa Bay[47].
- 14 novembre : l'écrivain Michel Tremblay vend ses archives à la Bibliothèque Nationale du Canada. Il est aussitôt critiqué par l'indépendantiste Victor-Lévy Beaulieu[48].
- 15 novembre : sortie du film Le Pardon sur le pardon que des parents ont accordé aux meurtriers de leur fille, tuée le 3 juillet 1979[49].
- 21 novembre - Le nouveau Théâtre Capitole, situé à Place d'Youville à Québec, est inauguré. Cet édifice quasi centenaire avait servi de salle de cinéma de 1930 à 1981 puis était tombé dans un état de délabrement pendant une dizaine d'années. Un groupe d'hommes d'affaire liés au monde du spectacle l'a acheté et l'a fait entièrement rénové. Parmi les artistes participant au gala d'inauguration, citons Céline Dion, René et Nathalie Simard, Robert Charlebois et Patrick Bruel. Le bâtiment servira désormais de salle de spectacles[50].
- 22 novembre : Brian Mulroney annonce la mise en veilleuse des négociations constitutionnelles[51].
- 27 novembre : Mario Dumont quitte le PLQ[52].

### Décembre
- 5 décembre : Québec est choisie candidate canadienne pour l'obtention des Jeux olympiques d'hiver de 2002[53].
- 9 décembre : Jean Allaire quitte le PLQ[54].
- 12 décembre : Jacques Parizeau épouse Lisette Lapointe[55].
- 22 décembre : l'homme d'affaires Raymond Malenfant est officiellement en faillite[56].

## Naissances
- 15 février : Safia Nolin (chanteuse)
- 6 mars : Louis Domingue (joueur de hockey)
- 26 mars : Vincent Arseneau (joueur de hockey)
- 7 avril : Catherine Fournier (femme politique)
- 9 avril : Michael Chaput (joueur de hockey)
- 5 mai : Antoine Gélinas-Beaulieu (en) (patineur)
- 31 mai : Michaël Bournival (joueur de hockey)
- 23 juin : Louis-Philippe Dury (acteur)
- 24 juillet : Mikaël Kingsbury (skieur acrobatique)
- 17 septembre : Simon Pigeon (acteur)
- 17 octobre : Mikaël Grenier (coureur automobile)
- 13 novembre : Rosalie Vaillancourt (humoriste, actrice et chanteuse)
- 7 décembre : Sean Couturier (né aux États-Unis) (joueur de hockey)
- 10 décembre : Julien Lacroix (humoriste)

## Décès
- 5 mars - Raymond Barbeau (fondateur de l'Alliance laurentienne) (º 27 juin 1930)
- 16 mars - Roger Lemelin (écrivain) (º 7 avril 1919)
- 22 mars - Hélène Grenier (bibliothécaire) (º 25 juillet 1900)
- 29 mars - Henri Drouin (juge et homme politique) (º 6 décembre 1911)
- 4 avril - Yvette Brind'Amour (actrice) (º 30 novembre 1918)
- 13 avril - Maurice Sauvé (homme politique et mari de l'ancienne gouverneure général du Canada Jeanne Sauvé) (º 20 septembre 1923)
- 15 avril - Roméo Pérusse (acteur) (º 23 mars 1927)
- 7 juin - Jeanne d'Arc Jutras (journaliste, romancière et militante) (º 14 février 1927)
- 28 juin - Lévis Bouliane (chanteur) (º 9 juin 1932)
- 29 juillet - Michel Larocque (gardien de but au hockey) (º 6 avril 1952)
- 3 août - Manda Parent (actrice) (º 16 juillet 1907)
- 8 août - John Kordic (joueur de hockey) (º 22 mars 1965)
- 21 août - Mario Verdon (acteur) (º 18 octobre 1923)
- 19 octobre - Willie Lamothe (chanteur) (º 27 janvier 1920)
- 21 novembre - Jean-Paul Ladouceur (réalisateur) (º 30 décembre 1921)
- 15 décembre - Rosaire Gauthier (homme politique) (º 28 février 1904)
- 16 décembre - Marcel Rioux (écrivain et sociologue) (º 22 janvier 1919)

### Articles généraux
- Chronologie de l'histoire du Québec (1982 à aujourd'hui)
- L'année 1992 dans le monde
- 1992 au Canada

### Articles sur l'année 1992 au Québec
- Tuerie de l'Université Concordia
- Accord de Charlottetown
- Liste des lauréats des prix Félix en 1992